# Discomyza u-signata
Discomyza u-signata är en tvåvingeart som beskrevs av Cresson 1926. Discomyza u-signata ingår i släktet Discomyza och familjen vattenflugor.
Artens utbredningsområde är Texas. Inga underarter finns listade i Catalogue of Life.